# Wolfgang Richter (Autor)

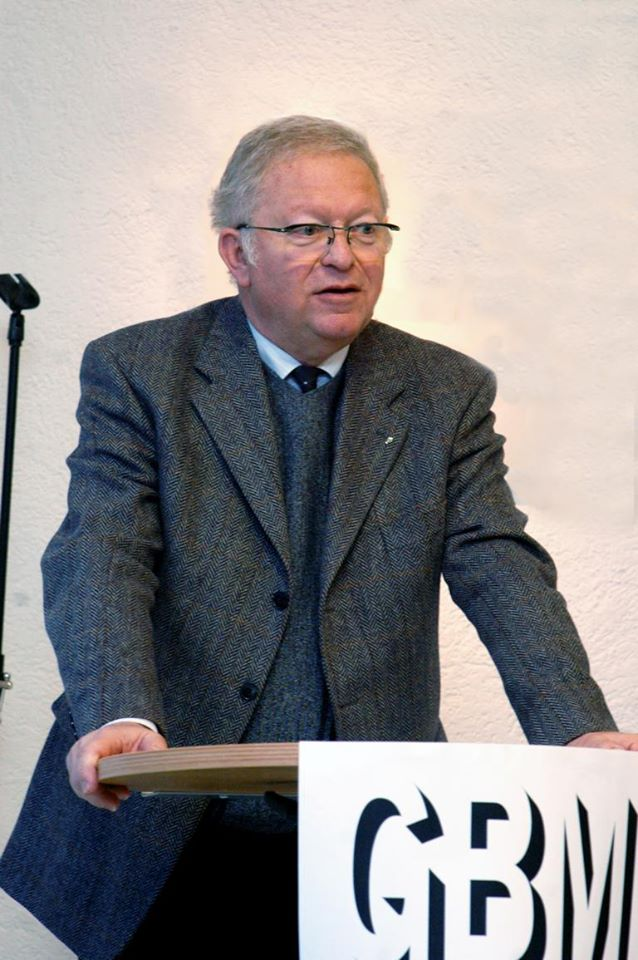
Wolfgang Richter 2008 auf einem Kongress der GBM

Wolfgang Richter (* 14. Januar 1940 in Reichenberg, Reichsgau Sudetenland; † 11. Februar 2018 in Berlin) war ein deutscher Autor und Mitbegründer der Gesellschaft zum Schutz von Bürgerrecht und Menschenwürde (GBM).

## Leben
Richter wuchs zunächst im böhmischen Reichenberg auf. Gegen Ende des Zweiten Weltkrieges wurde seine Familie vertrieben und kam in das Gebiet der Sowjetischen Besatzungszone. Er legte in der DDR 1959 seine Abiturprüfung ab und studierte danach Philosophie an der Humboldt-Universität zu Berlin (HUB). Dort arbeitete er anschließend in der Sektion Marxismus-Leninismus und nach deren Auflösung bis 1992 am Institut für Friedens- und Konfliktforschung, dessen Mitarbeiter sich aus der aufgelösten Sektion rekrutierten.
1991 gehörte Richter zu den Mitgründern der Gesellschaft zum Schutz von Bürgerrecht und Menschenwürde, wurde ihr Vorsitzender und leitete sie bis 2012. In diesem Jahr erhielt er den von der Gesellschaft vergebenen Menschenrechtspreis.
Richter war Mitherausgeber eines siebenbändigen Weißbuches mit dem Titel Unfrieden in Deutschland, über die nach Ansicht der Herausgeber bestehende Diskriminierung ostdeutscher Wissenschaftler, Künstler und Geistesschaffender.
Laut dem Berliner Verfassungsschutz rechtfertigte Richter die Verfolgung von Regimegegnern durch die DDR und die Staatssicherheit. Er leugne „die offenkundigen Defizite der DDR in Bezug auf Menschenrechte“.
2010 unterstützte er eine Erklärung von Repräsentanten und zahlreichen SED-Funktionären der DDR 20 Jahre nach der Deutschen Wiedervereinigung: „Wortmeldung zum 20. Jahr der größer gewordenen Bundesrepublik“.

## Schriften
- Wer steckte hinter dem Anschlag? Fragen zum 11. September 2001 und den Folgen. Spotless, Berlin, 2011, ISBN 978-3-360-02051-2.
- Der Mythos vom Subjekt: Materialismus u. Dialektik im Zerrspiegel der gegenwärtigen bürgerlichen Philosophie. Akademie-Verlag, Berlin, 1974.

### Als Herausgeber und Koautor
- Einigkeit? Und Recht? Und Würde? Ein Lesebuch zur 20-jährigen Geschichte der GBM / Gesellschaft zum Schutz von Bürgerrecht und Menschenwürde e. V., GBM. Hrsg. von Christa Anders und Wolfgang Richter, ISBN 978-3-89819-363-4
- Ein neuer Faschismus: Schrift der Gesellschaft zum Schutz von Bürgerrecht und Menschenwürde e. V. GBM und des Europäischen Friedensforums epf. Wolfgang Richter (Hrsg.), Schkeuditz 2007, ISBN 978-3-89819-242-2
- Der Mythos vom Subjekt. Verlag Marxistische Blätter, Frankfurt (Main), 1974, ISBN 3-88012-184-2.
- Warum studieren wir den Marxismus-Leninismus? Verlage Junge Welt, Berlin, 1969
- Rekorde, Einmaligkeiten, Kuriositäten in der DDR. Verlag Neues Deutschland, Berlin, 1987
- Die deutsche Verantwortung für den NATO-Krieg gegen Jugoslawien. Schkeuditzer Buchverlag, Schkeuditz, 2000, ISBN 3-9806705-6-2.
- mit Elmar Schmähling: Die Wahrheit über den NATO-Krieg gegen Jugoslawien. Schkeuditzer Buchverlag, Schkeuditz, 2000, ISBN 3-9806705-2-X
- Unfrieden in Deutschland: Weißbuch/ 6. Enteignung der Ostdeutschen. GNN-Verlag, Schkeuditz, 1999, 1. Aufl., ISBN 3-932725-60-3.
- Unfrieden in Deutschland: Weißbuch / 5. Unrecht im Rechtsstaat. Strafrecht und Siegerjustiz im Beitrittsgebiet. GNN-Verlag, Schkeuditz, ISBN 3-929994-43-7.
- Unfrieden in Deutschland / 4. Kirche im Sündenfall. GNN-Verlag, Schkeuditz, 1995, ISBN 3-929994-42-9.
- Unfrieden in Deutschland / 3. Bildungswesen und Pädagogik im Beitrittsgebiet. GNN-Verlag, Schkeuditz, ISBN 3-928556-29-0.
- Unfrieden in Deutschland / 2. Wissenschaft und Kultur im Beitrittsgebiet. GNN-Verlag, Schkeuditz, 1993, ISBN 3-928556-13-4.
- Unfrieden in Deutschland / [1]. Diskriminierung in den neuen Bundesländern. GNN-Verlag, Schkeuditz, 1992, ISBN 3-928556-06-1.
- Die Lehrerbildung in der DDR. Volk und Wissen VEB, Berlin, 1967, Als Ms. gedruckt